# Psychotria darwiniana
Psychotria darwiniana är en måreväxtart som beskrevs av Martin Roy Cheek. Psychotria darwiniana ingår i släktet Psychotria och familjen måreväxter. Inga underarter finns listade i Catalogue of Life.